# Nouvelle Société helvétique
La Nouvelle Société Helvétique (NSH) est une association suisse réunissant des intellectuels, des écrivains et des politiciens soucieux de réaffirmer et de redéfinir l'identité suisse.

## La première Société helvétique
Une première Société helvétique est fondée en 1761 par des partisans des Lumières. Elle est dissoute en 1848.

## La Nouvelle Société helvétique
En 1914, une certaine inquiétude, liée au contexte international qui annonce le début de la Première Guerre mondiale, traverse la Suisse. L'opinion publique en Suisse alémanique est particulièrement favorable à la politique allemande, tandis que les Suisses romands se sentent souvent politiquement proches de la France. Ces tensions motivent la création, sous l'égide du Fribourgeois Gonzague de Reynold (1880-1970) de la Nouvelle Société helvétique. L'association sera le creuset de l'helvétisme politique et littéraire. L'objectif de la NSH est de fortifier le sentiment et l'unité nationales et de « préparer la Suisse de l'avenir ».
Ses principaux représentants sont, en Suisse alémanique, Carl Spitteler et, en Suisse romande, outre Gonzague de Reynold, Robert de Traz et Alexis François.
La Nouvelle société helvétique cherche à résoudre au niveau national les problèmes ayant trait aux intérêts supérieurs du pays. L'association a un caractère politique mais elle se voit en-dehors et au-dessus des partis. Si elle vise à l'unité de la Confédération, elle accueille aussi sa diversité de cultures, langues et confessions. L’association est une communauté de travail plutôt qu’une institution, elle initie de nouvelles institutions. Elle a créé ou contribué à créer :  L'Organisation des Suisses de l'étranger (1916), l'Annuaire de la Nouvelle Société Helvétique, Armée et foyer, la Fondation Pro Helvetia (1939).
En 2007, la Nouvelle Société helvétique a fusionné avec Rencontres suisses (Treffpunkt Schweiz), association civique créée en 1945.
La NSH délivre un « Prix de démocratie » en 2013, 2015 et 2018.
D’ordinaire, NSH ne prend pas position dans les débats politiques. Cependant, lors d’une assemblée générale extraordinaire en janvier 2016, l’association « recommande à tous les citoyens de voter NON » à l’initiative populaire « Pour le renvoi effectif des étrangers criminels » (dite « initiative de mise en œuvre »), qui toucherait « aux fondements mêmes de (l’) ordre juridique ».
En 2016, la NSH compte huit groupes régionaux : Aarau, Bâle, Berne, Genève, Schaffhouse, Vaud, Winterthour et Zurich.

## Publications
La principale publication de la NSH est son « Annuaire » : La Suisse : annuaire national de la NSH, numéros 1(1930)-46(1975) ; puis Annuaire de la Nouvelle Société helvétique, dès le numéro 47(1976) ; puis Annuaire La Suisse / Nouvelle Société helvétique (NSH) numéros 1994/95-2001/2002 ; puis Annuaire / Nouvelle Société helvétique (NSH), numéros 2002/03-2004/05 ; puis Publication ... / Nouvelle Société helvétique Winterthour (NSH) en 2006 ; puis Publication / Rencontres suisses, Nouvelle Société helvétique (RS/NSH) dès 2007. Le titre, variable, est décliné dans les quatre langues nationales ; en 2009 : Publikation / Neue Helvetische Gesellschaft, Treffpunkt Schweiz (NHG/TS) Winterthur = Publication / Rencontres suisses, Nouvelle Société helvétique (RS/NSH) Winterthour = Pubblicazione / Incontri svizzeri, Nuova società elvetica (IS/NSE) Winterthur = Publicaziun / Nova societad helvetica, Scuntrada Svizra (NSH/SS) Winterthur. 

## Archives
- Fonds : Nouvelle Société Helvétique (1992-2007) [1 boîte d'archives].  Cote : PP 909. Archives cantonales vaudoises (présentation en ligne).
- Fonds : Nouvelle société helvétique. Groupe de Neuchâtel (1970-2006) [0,3 ml].  Cote : NSH. Bibliothèque publique et universitaire de Neuchâtel (présentation en ligne).